# 周義妃
周義妃（？—1644年），山東兗州府濟寧州人，南明監國魯王朱以海元妃。

## 生平
周義妃在朱以海襲封魯王時晉封元妃，不久北京失陷，朱以海為避兵而南下，她卻在此時病重；朱以海強行帶她走，她哭著說：「殿下快走，不要被臣妾連累。」對方不忍心，她就弄碎瓷盤割喉自殺，魯王監國時追諡義妃。

## 引用
1. 1 2  錢海岳《南明史·卷二十五·列傳第一》：監國魯王周義妃，濟寧人。魯王襲封，晉元妃。北京陷，王避兵南下，妃時臥病不起。強之，妃泣曰：「王速行，勿以妾故為王累！」王不忍，妃乃手碎磁盤勒喉而薨。紹興監國，追諡。